# Seznam nemških filmskih režiserjev
Seznam nemških filmskih režiserjev.

## A
- Alfred Abel (1879-1937)
- Herbert Achternbusch (*1938)
- Robert van Ackeren (*1946)
- Maren Ade (*1976)
- Percy Adlon (*1935)
- Fatih Akın (*1973)
- Miguel Alexandre (*1968) (nemško-portugalski)
- Sepp Allgeier (1895-1968)
- Hans-Jörg Allgeier (1943) (direktor fotografije/snemalec)
- Günther Anders (1908-1977) (direktor fotografije/snemalec)
- Karl Anton (1898-1979)
- Thomas Arslan (*1962)
- Emily Atef

## B
- Robert Baberske (1950-58 snemalec-vzh. nem.)
- Aysun Bademsoy (*1960)
- Josef von Baky (1902-1966)
- Herbert Ballmann (1924-2009)
- Michael Ballhaus (1935-2017) (direktor fotografije)
- Ulli Baumann (*1962)
- Christopher Becker (*1980)
- Lars Becker (*1954)
- Wolfgang Becker (*1954)
- Edward Berger (*1970)
- Sabine Bernardi (*1974)
- Frank Beyer (1932-2006)
- Bernd Böhlich (*1957)
- Hark Bohm (*1939) Böhm ?
- Sven Bohse (*1977)
- Uwe Boll (*1965)
- Peter Braatz (*1959)
- Robert Bramkamp (*1961)
- Heinrich Breloer
- Alfred Braun (1888-1978)
- H. Braun
- Detlev Buck (*1962)

## C
- Selcuk Cara (*1969)
- Heiner Carow (1929-1997)
- Erik/ch Charell (1894-1974)
- Aline Chukwuedo
- Richard Cohn-Vossen (*1934)
- Kurt Courant (1895-1968) (nem.-brit.-am.? snemalec)
- Paul Czinner (1890-1972)

## D
- Didi Danquart (*1955) (TV)
- Alexander Dierbach (*1979)
- Martina Döcker (*1961)
- Dieter Dorn (*1935)
- Doris Dörrie (*1955)
- Wilfried Dotzel (? -1993)
- Andreas Dresen (*1963)
- Slatan Dudow (prv. Zlatan Dudov) (1903-1963) (bolgarsko-nemški-DDR)
- Ewald André Dupont (1891-1956)

## E
- Uli Edel (*1947)
- Martin Eigler (*1964)
- Volker Einrauch (*1950)
- Theresa von Eltz (*1978)
- Matthias Emcke (*1963)
- Roland Emmerich (*1955) (nemško-ameriški)
- Sylke Enders (*1965)
- Erich (Gustav Otto) Engel (1891-1966)
- Thomas Engel (1922-2015)
- Erich Engels (1889-1971)
- André Erkau (*1968)
- Rainer Erler (*1933)

## F
- Max Färberböck (*1950)
- Arnold Fanck (1889-1974)
- Harun Farocki (1944-2014)
- Rainer Werner Fassbinder (1945-1982)
- Eberhard Fechner (1926-1992)
- Jan Fethke (1903-1980)
- Andy Fetscher (*1980)
- Nora Fingscheidt (*1983)
- Elmar Fischer (*1968)
- Wolfgang Fischer (*1970)
- Oskar Fischinger (1900-1967) (animator, eksperiment.; nem.-amer.)
- Peter Fleischmann (*1937)
- Jörg Foth (*1949)
- Till Franzen (*1973)
- Sebastian Fritzsch (*1977)
- Carl Froelich (1875-1953)
- Gustav Fröhlich (1902-1987)
- Hans Fromm (*1961) (direktor fotografije)

## G
- Florian Gaag (*1971)
- Dennis Gansel (*1973)
- Karl Gass (1917-2009) (DDR-dokumentarist)
- Claudia Garde (*1966)
- Kurt Gerron (1897-1944)
- Jan-Ole Gerster (*1978)
- Matti Geschonneck (*1952)
- Gisela Getty (*1949)
- Martin Gies (*1951)
- Andreas Goldstein (*1964)
- Markus Goller (*1969)
- Dominik Graf (*1952)
- Roland Gräf (1934-2017) (NDR: režiser, dir. fotografije)
- Valeska Grisebach (*1968)
- Nina Grosse (*1958)
- Richard Groschopp
- Egon Günther (1927-2017)
- Michael Gwisdek (1942-2020)

## H
- Rolf Hädrich (1931-2000)
- Oliver Haffner (*1974)
- Hendrik Handloegten (*1968)
- Michael Haneke (*1942) (nem.-avstrijski)
- Thea von Harbou (1888-1954)
- Thomas Harlan (1929-2010)
- Veit Harlan (1899-1964)
- Falk Harnack (1913-1991)
- Siegfried Hartmann (1927)
- O. E. Hasse (1903-1978)
- Reinhard Hauff (*1939)
- Leander Haußmann (*1959)
- Thomas Heinemann (*1958)
- Julia Heinz (*1976)
- Sonja Heiss (*1976)
- Veit Helmer (*1968)
- Florian Henckel von Donnersmarck (*1973)
- Michael Herbig (*1968)
- Stefan Hering (*1972)
- Werner Herzog (*1942)
- Oliver Hirschbiegel (*1957)
- Christoph Hochhäusler (*1972)
- Carl Hoffmann (1885-1947)
- Kurt Hoffmann (1910-2001)
- Ilse Hofmann (*1949)
- Lew Hohmann (*1944)
- Katharina Huber (*1985)
- Ralf Huettner (*1954)
- Hermine Huntgeburth (*1957)

## J
- Georg Jacoby (1882-1964)
- Thomas Jahn (*1965)
- Thomas Jauch (*1958)
- Leopold Jessner (1878-1945)
- R. Jugert
- Anna Justice (*1962) (ameriško-nemška)
- Phil Jutzi (1896-1946) (snemalec)

## K
- Cordula Kablitz-Post (*1964) (TV)
- Peter Kahane (*1949)
- Romuald Karmakar (*1965)
- Rainer Kaufmann (*1959)
- Sonia Liza Kenterman (grško-nemška)
- Leo Khasin (*1973)
- Rudolf Klein-Rogge (1885-1955)
- Alexander Kluge (*1932)
- Sophie Kluge (*1983)
- Ulrich Köhler (*1969)
- Wolfgang Kohlhaase (1931-2022)
- Gottfried Kolditz‎ (DDR)
- Lars Kraume (*1973)
- Chris Kraus (*1963)
- Stefan Krohmer (*1971)
- Jan Krüger (*1973)
- Siegfried Kühn (*1935)
- Dirk Kummer (*1966)
- Hans-Joachim Kunert (1929-2020) (DDR)
- Dagmar von Kurmin (Riga, 1933-2020)

## L
- Silvo Lahtela (*1959) (fin.-nem. rodu)
- Karel Lamač (češko-nemški) ?
- Gerhard Lamprecht (1897-1974)
- Fritz Lang (1890-1976) (avstrijsko-nemško-ameriški)
- Martin Langer (direktor fotografije)
- Erwin Leiser (1923-1996) (nemško-švedski)
- Paul Leni (1885-1929)
- W. Liebeneiner
- Jan Josef Liefers (*1964) Josef Liefers
- Caroline Link (*1964)
- Alois Johannes Lippl (1903-1957)
- Ernst Lubitsch (1892-1947)

## M
- Angelina Maccarone (*1965)
- Kurt Maetzig (1911-2012) (NDR)
- Herbert Maisch (1890-1974)
- Günther Marczinkowsky (snemalec)
- Joe May (pr. i. Joseph Mandel) (1880-1954) (avstr.-jud.porekla; nato v ZDA)
- Oona von Maydell (*1985)
- Sebastian Meise (*1976) (avstrijsko-nem.)
- Robert Ménégoz (1926-2013)
- Jeanine Meerapfel (*1943) (argentinsko-nem.)
- Oskar Messter (1866-1944)
- Helke Misselwitz (*1947) (NDR...)
- Friedrich Müller
- Hanns Christian Müller (*1949)
- F.W. Murnau (Friedrich Wilhelm Murnau; pr.i. F. W. Plumpe) (1888-1931) (nem.-amer.)

## N
- Vivian Naefe (*1956)
- Thorsten Näter (*1953)
- Oliver Neumann (*1976)
- David Nawrath (*1980)
- Sandra Nettelbeck (*1966)
- Rudolf Noelte (1921-2002)
- Hans Noever (*1928)
- Max Nosseck (1902-1972)

## O
- Max Ophüls (Oppenheimer) (1902-1957)
- Gerd Oswald (1919-1989) (nem.-amer. jud.rodu)
- Richard Oswald (1880-1963)
- Paul Otto (1878-1943)
- Fedor Ozep (1895-1949) (rusko-nemški)

## P
- Georg Wilhelm Pabst (1885-1967) (avstrijsko-nemški)
- Wolfgang Panzer (*1947)
- Heinz Paul (1893-1983)
- Levin Peter (1985) (nem.-avstr.?)
- Wolfgang Petersen (1941-2022) (nemško-amer.)
- Christian Petzold (*1960)
- Hanns Anselm Perten (1917-1985)
- Claus Peymann (*1937)
- Erwin Piscator (1893-1966)
- Hermann Pölking (*1954)
- Alexandre Powelz (*1970)
- Rosa von Praunheim (*1942)
- Peter Przygodda (1941-2011)

## R
- Max Reinhardt (1873–1943)
- Lotte Reiniger (1899-1981)
- Günther Reisch (1927-2014)
- Edgar Reitz (*1932)
- Martin Repka (*1975)
- Leni Riefenstahl (1902-2003)
- Arthur Robison (1883-1935) (amer.-nem.)
- Oskar Roehler (*1959)
- Marcus Otto Rosenmüller (*1963)
- Marc Rothemund (*1968)
- Walter Ruttman (1887-1941)
- Jan Ruzicka (*1959)
- Stellan Rye (1880-1914)

## S
- Helke Sander (*1937)
- Helma Sanders-Brahms (1940-2014)
- Anno Saul (*1963)
- Peter Schamoni (1934-2011)
- Thomas Schamoni (1936-2014)
- Ulrich Schamoni (1939-1998)
- Victor Schamoni (1901-1942)
- Angela Schanelec (*1962)
- Christoph Schlingensief (1960-2010)
- Volker Schlöndorff (*1939)
- Daniel Schmid (1941-2006)
- Hans Schneeberger (1895-1970) (avstrijsko-nem.)
- Gerd Schneider (*1974)
- Magda Schneider (1909-1996) (mati Romy Schneider)Peter Schütte
- Hans Schomburgk (1880–1967) (Afrika, Codelli...)
- Jan Schomburg (*1976)
- Maria Schrader (*1965)
- Werner Schroeter (1945-2010)
- Fred Schuler (1940) (direktor fotografije)
- Reinhold Schünzel (1886-1954)
- Jan Schütte (*1957)
- Peter Schütte (1911-1973)
- Hans Dieter Schwarze (1926-1994)
- Til Schweiger (*1963)
- Robert Schwentke (*1968)
- Christian Schwochow (*1978)
- Guido Seeber (1879-1940) (direktor fotografije)
- Daniel Seideneder (*1978)
- Herbert Selpin (1902-1942)
- Haro Senft (1928-2016)
- Katrin Seybold (1943-2012)
- Robert Siodmak (1900–1973) (nem.-amer.)
- Wolfgang Schleif (1912-1984) (DDR)
- Maria Speth (*1967)
- Ulrich Stark (*1943)
- Wolfgang Staudte (1906-1984)
- Hans Steinhoff (1882-1945)
- Robert Adolf Stemmle (1903-1974)
- Isabelle Stever (*1963)
- Hannes Stöhr (*1970)
- Philipp Stölzl (*1967)
- Jean-Marie Straub (*1933) (francosko-nemški)
- Thomas Stuber (*1981)
- Franziska Stünkel (*1973)
- Hans-Jürgen Syberberg (*1935)

## T
- Katharina Thalbach (*1954)
- Heinz Thiel (1920-2003) (NDR)
- Rolf Thiele (1918-1994)
- Joya Thome (*1990)
- Rudolf Thome (*1939)
- Hansjörg Thurn (*1960)
- Matthias Tiefenbacher (*1962) (TV)
- Peter Timm (*1950)
- Tom Toelle (1931-2006)
- Victor Tourjansky (1891-1976) (risko-nemški)
- Florian Trenker (1930-2003) (direktor fotografije, režiser)
- Luis Trenker (1892-1990)
- Wolfgang Treu (1930-2018) (direktor fotografije)
- Margarethe von Trotta (*1942)
- Joachim Tschirner (*1948)
- Tom Tykwer (*1965)

## U
- Gustav Ucicky (1898–1961) (avstrij.-nemški)
- Wolfgang Urchs (1922–2016)

## Ü
- Klaus Überall (1924-2008)
- Yeşim Ustaoğlu (*1960)

## V
- János Veiczi (1924-1987) (madž.-NDR)
- Andres Veiel (*1959)
- Michael Verhoeven (*1938)
- Paul Verhoeven (1901-1975)
- Simon Verhoeven (*1972)
- Hans-Erich Viet (*1953)
- Joseph Vilsmaier (*1939)
- Frank Vogel (1929-1999) (NDR)
- Maryna Vroda (*1982) (ukrajinsko-nemška)

## W
- Otto Waalkes (*1948)
- Fritz Arno Wagner (1884/9?–1958) (snemalec)
- Gustav von Wangenheim (DDR)
- Fritz Wendhausen (1890-1962)
- Paul Wegener (1874-1948)
- Ina Weisse (*1968)
- Wim Wenders (*1945)
- Robert Wiene (1873-1938)
- Gero Weinreuter (*1971)
- Peter Weiss (1916-1982)
- Sebastian Weis
- Sharon von Wietersheim (*1959) (ZDA)
- Anne Wild (*1967)
- Wilhelm Otto „Willy“ Zielke (1902-1989)
- Franz Peter Wirth (1919-1999)
- Udo Witte (*1952)
- Carl Heinz Wolff (1884-1942)
- Konrad Wolf (1925-1982) (NDR)

## Z
- Frederic Zelnik (1885-1950) (jud.-nem.-amer.)
- Herrmann Zschoche (*1934)
- Christian Zübert (*1973)